# Leopold Petznek

Leopold Petznek

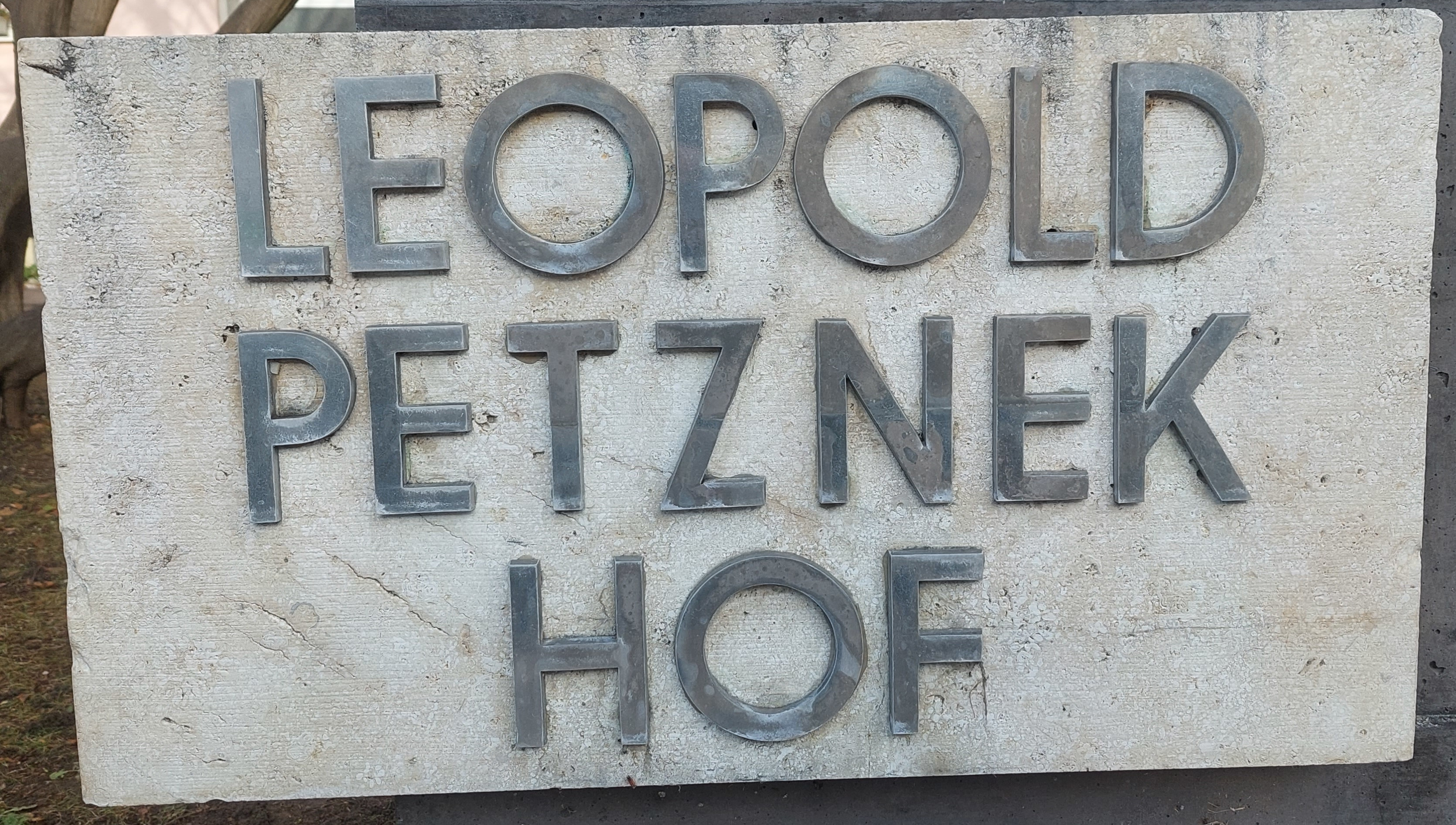
Leopold Petznek Hof in Mödling, Schriftzug

Leopold Petznek (* 30. Juni 1881 in Bruck an der Leitha; † 27. Juli 1956 in Wien) war ein sozialdemokratischer Politiker in Niederösterreich.

## Leben
Petznek wurde als Sohn von Franz Petznek und seiner Frau Maria Lackmayer geboren. Nach dem frühen Tod beider Elternteile wuchs er im Hyrtl’schen Waisenhaus in Mödling auf. Petznek arbeitete von 1900 bis 1911 als Volksschullehrer und von 1911 bis 1930 als Bürgerschullehrer.
1921 lernte er die rote Erzherzogin Elisabeth Marie Windisch-Graetz, die Tochter von Kronprinz Rudolf kennen; die Heirat des Paares fand erst 27 Jahre später, am 14. Mai 1948, statt. Petznek war Mitglied des Niederösterreichischen Landtages von 1921 bis 1934 und Zweiter Präsident des Niederösterreichischen Landtages von 1927 bis 1934. Von 1930 bis 1933 war er Direktor der Volks- und Hauptschule in Mödling. Die Pensionierung erfolgte 1933, im Ruhestand war er 1934 bis 1945 sowie von 1947 an. In der Ständestaatsdiktatur war er von Februar bis Juli 1934 inhaftiert, unter dem nationalsozialistischen Regime wurde er von 1944 bis April 1945 im Konzentrationslager Dachau festgehalten.
Er war Präsident des Staatsrechnungshofes von 28. November 1945 bis 17. Dezember 1945  und, vom Nationalrat gewählt, erster Präsident des Rechnungshofes nach dem Zweiten Weltkrieg von 17. Dezember 1945 bis 23. Februar 1947. In die Windisch-Graetz-Villa am westlichen Stadtrand Wiens, die seiner Frau gehörte, konnte das Paar erst 1955, kurz vor Petzneks Tod, einziehen, als die Villa von der abziehenden französischen Besatzungsmacht freigegeben wurde.
Begraben wurde Petznek am Hütteldorfer Friedhof (Gruppe 2, Nummer G72), wo später auch seine Frau begraben wurde.

## Erinnerungskultur

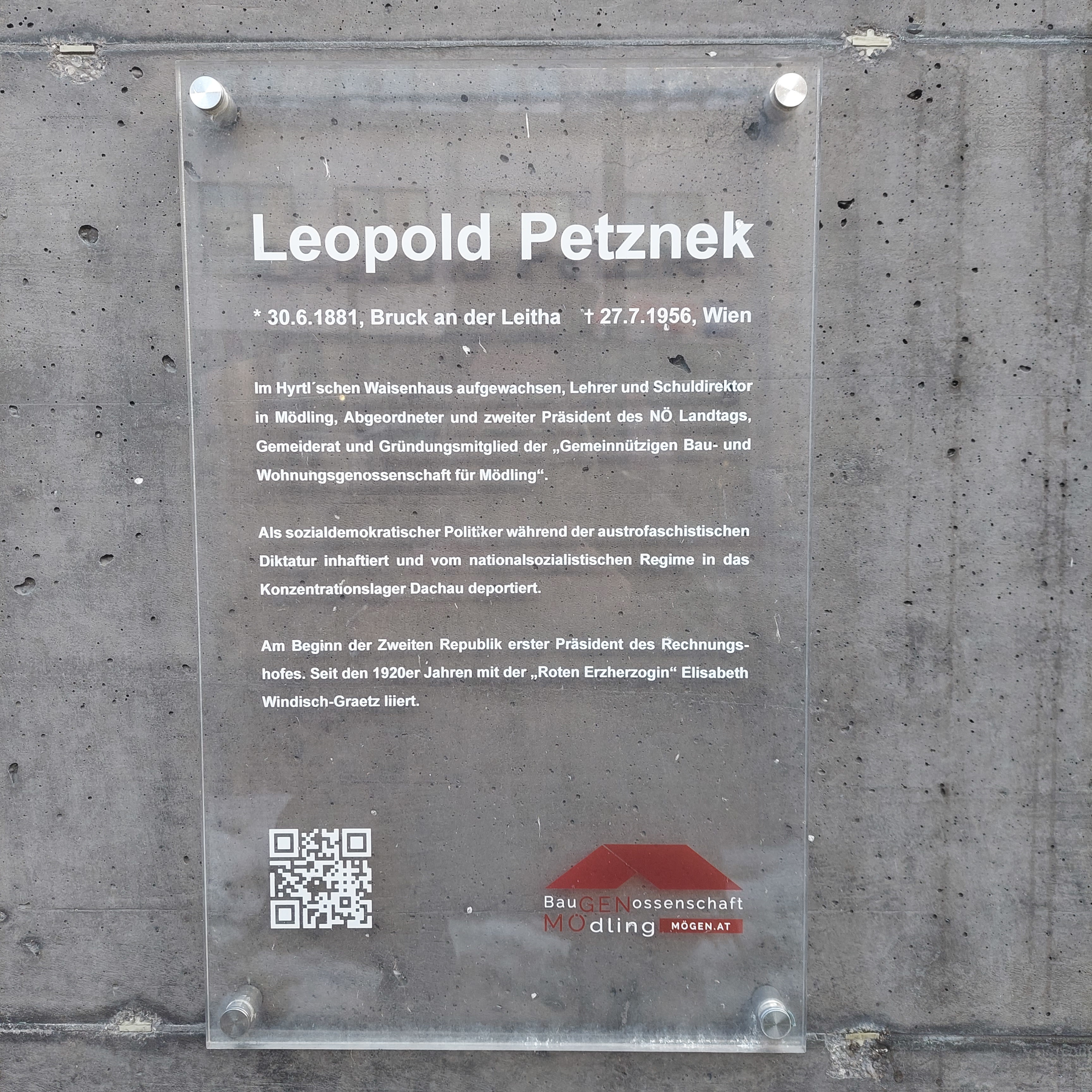

In Mödling erinnert der Leopold Petznek Hof nebst einer Informationstafel an ihn.